# Leonardo B. Gutiérrez
Leonardo B. Gutiérrez fue un político mexicano, miembro del Partido Revolucionario Institucional, que se desempeñó como gobernador de Colima de forma interina del 17 de enero de 1922 al 12 de febrero del mismo año. Nacido en Colima el 6 de noviembre de 1890, participó en la Revolución mexicana y fue uno de los agraristas colimenses. Fue Diputado a las Legislaturas del Congreso de Colima XX y XXII. Fue secretario de la Organización de la Liga de Comunidades Agrarias de Colima, y junto al diputado José Serratos Aguilar hizo labor de oposición en contra de Jesús González Lugo, lo que llevó a que la XXXV Legislatura del estado integrada por los diputados Francisco José Yáñez Centeno; Serratos Aguilar; Antonio Moreno Díaz; Fortunato Gallegos; J. Trinidad Castillo; Francisco Pérez de León y Miguel Fuentes Salazar, declarara separado de su cargo al gobernador Jesús González Lugo el 18 de marzo de 1951.